# Rattus hoogerwerfi
Rattus hoogerwerfi is een rat die voorkomt in Atjeh, het noordelijkste deel van Sumatra. Het dier is al eens in een apart geslacht, Cironomys Sody, 1941, geplaatst, maar hoewel de precieze verwantschap onduidelijk is, lijkt hij wel tot Rattus te behoren. De rat is vernoemd naar zoöloog Andries Hoogerwerf.
De rug is okerbruin, de buik geelbruin tot okergrijs. De staart is voor de helft bruin. De andere helft, die bij de punt van de staart zit, is wit. Vrouwtjes hebben acht mammae. De kop-romplengte bedraagt 170 tot 196 mm, de staartlengte 210 tot 257 mm, de achtervoetlengte 36 tot 39 mm en de schedellengte 41,6 tot 44,2 mm.